# Shogunat
El shogunat (o xogunat) o bakufu (幕府, lit. "govern sobre la tenda") va ser el govern militar establert al Japó amb breus interrupcions entre finals del segle xii fins a la Restauració Meiji de 1868. El cap del shogunat era el shōgun, mentre que l'aparell organitzatiu que li seguia va variar durant els diferents shogunats. Van existir tres shogunats durant la història japonesa: 
| Nom               | Era           | Capital  | Fundador             | Clan                      |
| ----------------- | ------------- | -------- | -------------------- | ------------------------- |
| Shogunat Kamakura | Era Kamakura  | Kamakura | Minamoto no Yoritomo | Clan Minamoto i clan Hōjō |
| Shogunat Ashikaga | Era Muromachi | Kioto    | Ashikaga Takauji     | Clan Ashikaga             |
| Shogunat Tokugawa | Era Edo       | Edo      | Tokugawa Ieyasu      | Clan Tokugawa             |

El shogunat Kamakura es componia de tres òrgans: 
1. El mandokoro, encarregat dels assumptes administratius, finances i política exterior.
2. El samurai dokoro, encarregat dels assumptes militars i la policia.
3. El monchugo, encarregat dels assumptes jurídics i actuava com espècie de Cort de Justícia.

El shogunat Tokugawa es componia de cinc òrgans: 
1. El tairō o gran ancià.
2. Els rōjū o el consell dels ancians.
3. El wakadoshiyori o consell dels ancians joves.
4. El ōmetsuke o censor.
5. El machi-bugyō o govern civil.